# 菲莉丝·约翰逊
菲莉丝·约翰逊（英語：Phyllis Johnson，1886年12月8日—1967年12月2日），英国女子花样滑冰运动员。她曾代表英国参加1908年和1920年夏季奥林匹克运动会花样滑冰比赛，获得一枚银牌和一枚铜牌。